# Józefat Szaniawski
Józefat Konstanty Szaniawski herbu Junosza (ur. ok. 1694, zm. 17 sierpnia 1739) – podstoli koronny w latach 1729–1739, starosta chęciński, starosta augustowski w 1719 roku, poseł na sejmy.
Był synem Hieronima Konstantego i jego pierwszej żony Marianny z Zaleskich, bratankiem Konstantego Felicjana. 12 marca 1718 otrzymał starostwo augustowskie w województwie podlaskim. W  1721 został starostą grodowym chęcińskim. 20 maja 1729 otrzymał nominację na podstolego koronnego. Był posłem województwa sandomierskiego na sejm 1729 roku. Reprezentował to województwo również na sejmie 1730, był obecny na sejmie pacyfikacyjnym 9 lipca 1736 w Warszawie przy podpisaniu dyplomu elekcji Augusta III. Wraz z braćmi stryjecznymi Fabianem Kazimierzem i Stanisławem odziedziczył  majątek stryja Konstantego Felicjana. Dostał dobra Sobków, Korytnicę, Jawor, Adamów i Karsy. W powiecie tym posiadał również Łukową (darowaną przez stryja w 1724), Nieznanowice, Wojczę i Chomentów. Rezydował w Sobkowie, gdzie miał okazały pałac, został pochowany w kaplicy Szaniawskich w kościele parafialnym w Sobkowie, na marmurowym epitafium w Sobkowie widnieje data 1740.
W zawartym w 1723 na Jasnej Górze małżeństwie z Anną z Ossolińskich (zm. 1780), córką Franciszka Maksymiliana miał dwóch synów: Konstantego Felicjana (zm. 1787) i Ignacego (zm. 1758), zamordowanego w Nieznanowicach przez dwóch poddanych oraz cztery córki: Annę (zm. 1788), Franciszkę (zm. 1797), od r. 1745 norbertankę w Imbramowicach, Teresę (zm. 1798) i Marię Józefę.